# Monte Masuccio
Der Monte Masuccio ist ein 2816 m s.l.m. hoher Berg in den Alpen (Livigno-Alpen), direkt am Übergang zum südlichen Alpenvorland in der Provinz Sondrio in der Lombardei in  Italien.

## Lage
Der nächste Punkt der Schweizer Grenze liegt rund 900 m südwestlich vom Gipfel entfernt auf 2647 m s.l.m. Unter dem Berggipfel liegen südwärts die Fraktionen Baruffini (3 km Luftlinie entfernt) und Roncaiola (4 km Luftlinie entfernt) der darunter liegenden Gemeinde Tirano (5 km Luftlinie entfernt) und ostwärts die Gemeinde Vervio (4 km Luftlinie entfernt). Vom südwestlich gelegenen Campocologno ist der Berggipfel etwa 5 km Luftlinie entfernt, zum im Nordosten gelegenen Grosotto sind es etwa 6 km Luftlinie.
Etwa 1 km Luftlinie nordwestlich befindet sich der Lago Schiazzera auf 2391 m s.l.m. (Rifugio Schiazzera, 2080 m s.l.m.).

## Trivia
In Tirano wurde die Via Monte Masuccio nach diesem Berg benannt. Mehrere Personen führen den Namen Masuccio als Nachnamen.